# Château de Saint-Germain-en-Laye
Pour les articles homonymes, voir Château Saint-Germain.
Le château de Saint-Germain-en-Laye, appelé aussi « Château Vieux » par opposition au « Château Neuf », est une ancienne résidence des rois de France. Il a été le lieu de signature de nombreux traités de paix et d'édits royaux.
Situé dans le centre de Saint-Germain-en-Laye dans les Yvelines, il est aujourd’hui consacré au Musée d'archéologie nationale.

## Histoire

### Moyen Âge
À l'origine de Saint-Germain-en-Laye il y a la fondation par le roi Robert le Pieux, au début du XIe siècle, d'une église dédiée à saint Vincent et à saint Germain de Paris, dans la forêt de Laye, sur un site élevé au bord du plateau qui domine la Seine.
L'église est confiée d'abord à l'autorité de l'évêque de Paris et au chapitre Notre-Dame, puis de l'abbaye Notre-Dame de Coulombs qui en fait un prieuré.
Vers 1124, face au prieuré, le roi Louis VI le Gros (1081-1137) fait construire un palatium, château non fortifié en bois, sur l'emplacement de la cour du château actuel, qui est mentionné pour la première fois dans une charte royale Actum publice apud S.-G. astantibus in palatio nostro….
Philippe Auguste construit en pierre une tour logis et entoure le palatio d'un mur de fortification. « À son retour de croisade, le roi était venu se reposer à Saint-Germain-en-Laye de ses fatigues, et, le 18 mars 1192, il en partit précipitamment, à l'insu de ses courtisans, pour aller à Bray-sur-Seine pour faire bonne justice de quelques juifs qui avaient mis à mort un chrétien ». En effet, en 1191, un juif avait été tué par un chrétien qui, selon le chroniqueur Guillaume Le Breton dans sa Vie poétique de Philippe-Auguste, se trouvait incapable de rendre avec intérêts l'argent qu'il avait emprunté. Agnès de Baudement, connue sous le nom de Comtesse de Braine, mère de Robert de Dreux, faisait sa résidence à Bray au mois de mars 1191 peu avant Pâques. Des commerçants juifs avaient obtenu d'elle, au moyen de remises commerciales considérables, qu'elle leur livre le prisonnier. Ils s'emparèrent de lui et le conduisirent sur une place, où, après l'avoir publiquement dépouillé ils lui avaient attaché les mains derrière le dos et mis une couronne d'épine. Les juifs l'avaient ensuite conduit par tout le bourg en l'accablant de coups de fouet, afin d'impressionner les autres habitants, puis ils l'avaient pendu. Arrivé à Bray, le roi Philippe-Auguste fit placer des gardes aux portes, se saisit de tous les juifs, et en retint quatre-vingts qu'il condamna à être brûlés sur la même place.

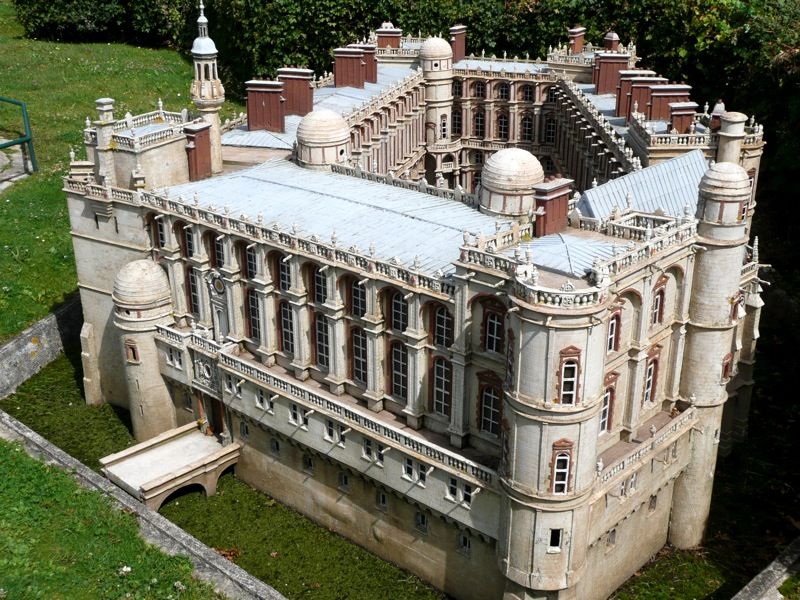
Vue cavalière d'une maquette du château de Saint-Germain-en-Laye.

Saint Louis agrandit le château et y fait construire dans le style ogival rayonnant, probablement par Pierre de Montreuil l'architecte de la basilique Saint-Denis, une chapelle castrale qui est inaugurée en 1238 et qui sera le modèle de la Sainte Chapelle de Paris.
Le 15 août 1346, lors de la chevauchée d’Édouard III, pendant la guerre de Cent Ans, le « Prince Noir », fils du roi d'Angleterre Édouard III qui occupe alors Poissy, prend, pille et incendie le prieuré et château de Saint-Germain-en-Laye qui sont détruits à l'exception de la Sainte Chapelle et de la tour-logis.
Vingt ans plus tard, le roi Charles V fait reconstruire un donjon et restaurer la chapelle par son architecte Raymond du Temple, constructeur aussi des châteaux du Louvre et de Vincennes.
En 1390, la forêt, le château et le village de Saint-Germain sont dévastés par une tempête. « Le ciel qui était serein, s'obscurcit en peu de temps, l'espace d'une lieue seulement, qui faisait le tour du château et il survint une infinité d'éclairs et de coups de tonnerre. Le vent brisa toutes les fenêtres et mit en morceaux tout le vitrage de la chapelle de la reine qu'il porta jusqu'au pied de l'autel. On fut obligé de cesser le chant pour finir plus tôt la messe, de crainte que le vent n'emporta la Sainte Hostie. Tout le monde se jeta par terre. Le Conseil même cessa. Les plus grands arbres de la forêt furent arrachés, et on rapporta à la cour que le tonnerre était tombé entre Saint-Germain et Poissy, sur quatre officiers du roi, dont il avait consumé les os et le dedans du corps, en sorte qu'il ne leur restât que la peau, qui était noire comme du charbon ».
En 1417, le château est à nouveau pris et occupé par les Anglais jusqu'en 1440.
Avec François Ier, qui épouse Claude de France dans la chapelle le 18 mai 1514, le château de Saint-Germain-en-Laye devient la résidence favorite du roi. En 1539, il confie à l'architecte Pierre Chambiges la transformation du château et sa reconstruction dans le style Renaissance tel qu'on le connaît actuellement depuis sa restauration au XIXe siècle.
Le château actuel englobe un donjon construit par Louis VI le Gros et la Sainte-Chapelle construite sous Saint Louis.

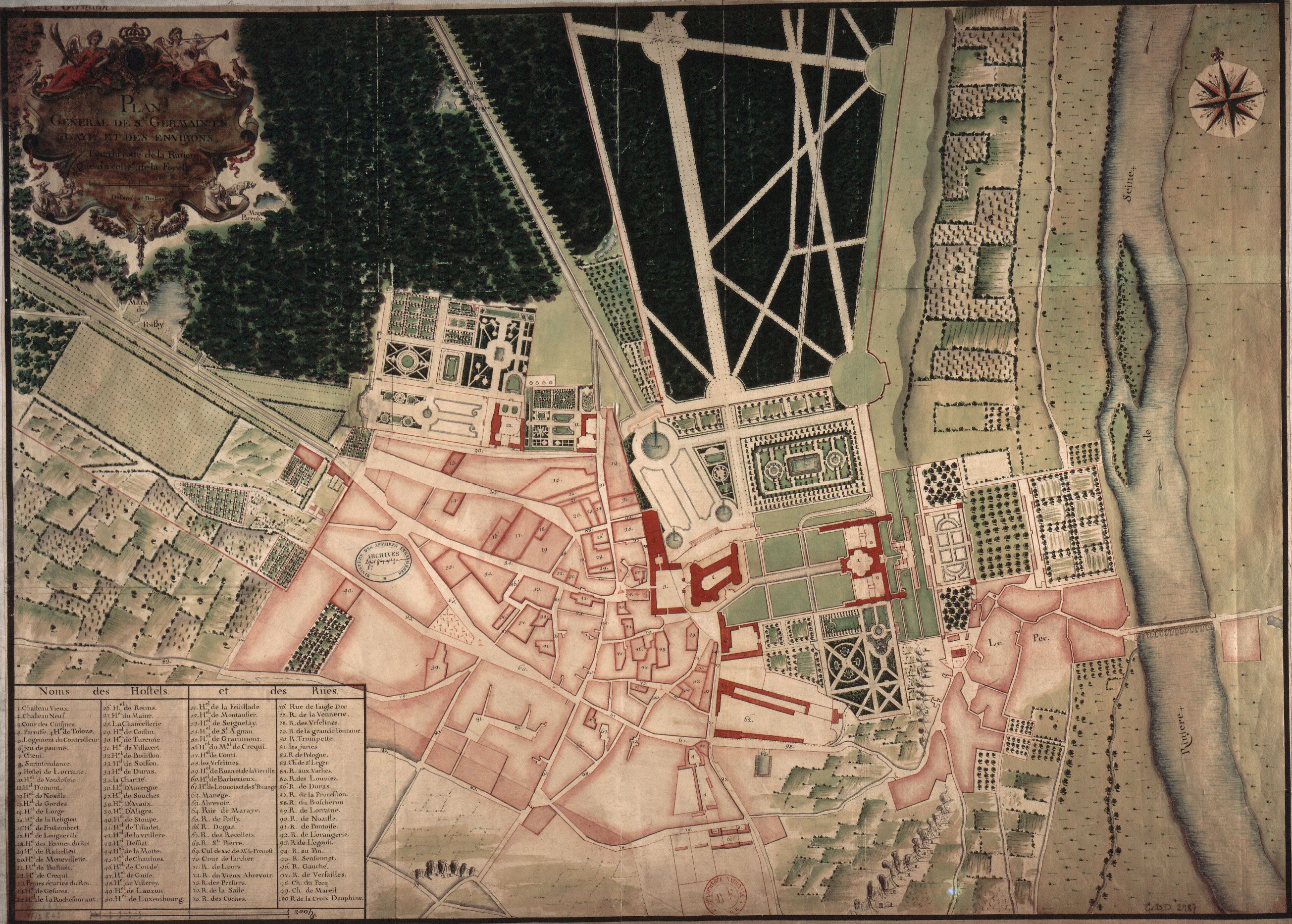
Plan de la ville et des deux châteaux avec le parc et la terrasse.
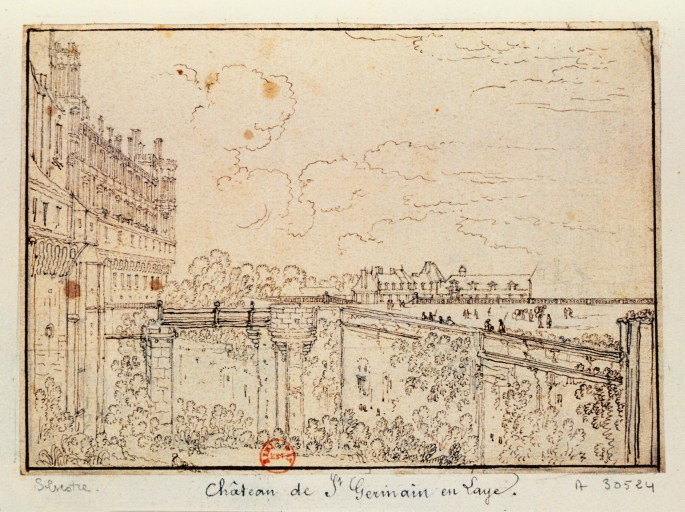
Dessin d'Israël Silvestre.

### Renaissance et château Neuf
Henri II naît au château en 1519 et devient roi de France en 1547. C'est cette même année que se situe l'épisode du coup de Jarnac au cours d'un duel qui se déroule sur l’esplanade du château, le 10 juillet 1547. Le nouveau roi entreprend la construction du « château Neuf », dont il charge l'architecte Philibert Delorme. Les travaux sont commencés en 1559, mais la construction ne sera terminée que sous le règne d'Henri IV, vers 1600.

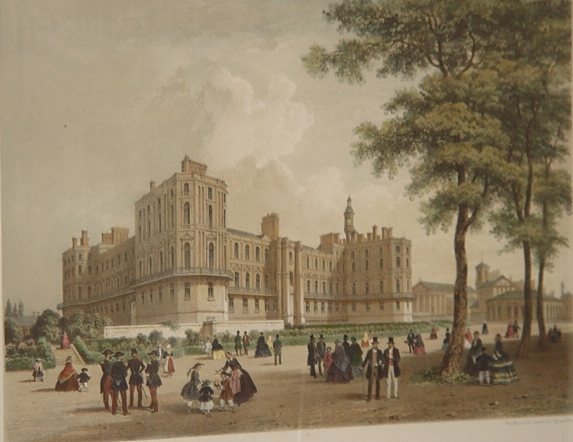
Le château vieux avant sa rénovation.
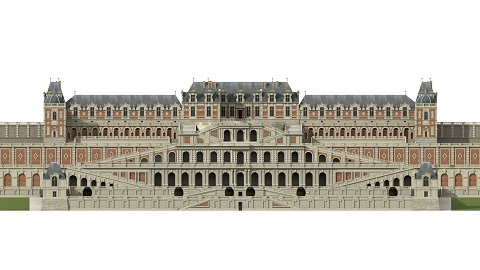
Restitution 3D du Château Neuf.

### Époque moderne
Charles IX en 1550 et Louis XIV en 1638 ainsi que de nombreux princes naissent au château.
Louis XIII meurt au Château-Vieux le 14 mai 1643.
Lors de la Fronde, dans la nuit du 5 au 6 janvier 1649, la reine-mère, Anne d'Autriche, régente, et le jeune Louis XIV, qui n'a que onze ans, se réfugient précipitamment au Château-Vieux de Saint-Germain.
Le château de Saint-Germain a été le lieu de signature de plusieurs traités et de plusieurs édits et ordonnances.
De 1661 à 1682, le roi Louis XIV passe une partie importante de son temps à Saint-Germain-en-Laye. Il fait aménager par Le Nôtre des jardins à la française et la Grande Terrasse entre 1663 et 1680. En 1669, il fait aménager, au fond de la forêt du côté d'Achères, le Fort de Saint-Sébastien pour y cantonner et entraîner plusieurs régiments. Il fait également remodeler ses appartements dans le Château-Vieux par Le Brun et Le Vau. En 1680 commencent les travaux d'agrandissement du château, menés par Jules Hardouin-Mansart, par la construction de cinq pavillons d'angle qui lui donnent, selon certains historiens, un « aspect bizarre et déplaisant ».
En 1682, Louis XIV, le dernier roi de France à résider à Saint-Germain-en-Laye, quitta définitivement les lieux pour s'installer à Versailles, alors que les travaux d'agrandissement du château de Saint-Germain ne sont même pas terminés. Le 20 avril 1682, la Cour part définitivement pour Versailles. Cependant, les dernières études semblent démontrer que ce n’est que rétrospectivement que ce départ fut définitif : en effet, les travaux d’aménagements intérieurs se poursuivirent et l’attention du roi pour son château ne faiblit pas. L’arrivée des Stuart en exil explique que le roi ne profita jamais des travaux faits pour lui et sa cour. Jacques II, roi d'Angleterre, cousin germain de Louis XIV, est en effet accueilli en exil au château, de 1689 à sa mort en 1701 (voir cour jacobite de Saint-Germain en Laye).
La chapelle de saint Louis située dans le château, de style gothique, est un vestige de l’ancien château fort. Elle fut édifiée par saint Louis en 1238. Louis XIV, bien que né au Château neuf dans le pavillon qui est actuellement englobé dans l'hôtel Pavillon Henri IV, y fut baptisé.
En 1777, le roi Louis XVI fait don du Château Neuf, en mauvais état, à son frère Charles, comte d'Artois, le futur Charles X. Celui-ci le fait démolir avec l'intention de le reconstruire.
Avec la Révolution française, le château neuf, une grande partie des dépendances et les terrains situés à l'ouest du château sont vendus comme biens nationaux à des spéculateurs qui y créeront des lotissements.

### XIXesiècle
Sous l'Empire, le Château-Vieux est réparé pour y former une école de cavalerie. Il accueille l'« école spéciale militaire de cavalerie », ouverte le 15 octobre 1809 et fusionnée, en 1914, pour devenir l'école spéciale militaire de Saint-Cyr.
De 1836 à 1855, le château est transformé en pénitencier militaire.
Napoléon III, qui se passionne pour l'histoire des Gaulois et des Romains, décide d'y présenter au public des collections archéologiques.
Le 8 mars 1862, un décret impérial acte la création dans le château d'un « Musée des antiquités celtiques et gallo-romaines » (renommé plus tard « Musée des antiquités nationales », puis récemment « Musée d'archéologie nationale »). À cet effet, le château est classé Monument historique par la liste de 1862 (le pavillon de la Muette sera classé le 7 avril 1921, l'ensemble du domaine le 8 avril 1863) et les premiers travaux de rénovation sont engagés par l’architecte Eugène Millet, élève de Viollet-le-Duc, dont la tombe est visible à l'ancien cimetière. Les premières salles du musée sont inaugurées par Napoléon III le 18 mai 1867. La restauration entreprise par Millet, outre une profonde restructuration des espaces intérieurs, restitue le château dans son état Renaissance, en détruisant les pavillons ajoutés par Mansart à la fin du XVIIe siècle. Les travaux ne s'achèvent qu'au début du XXe siècle.

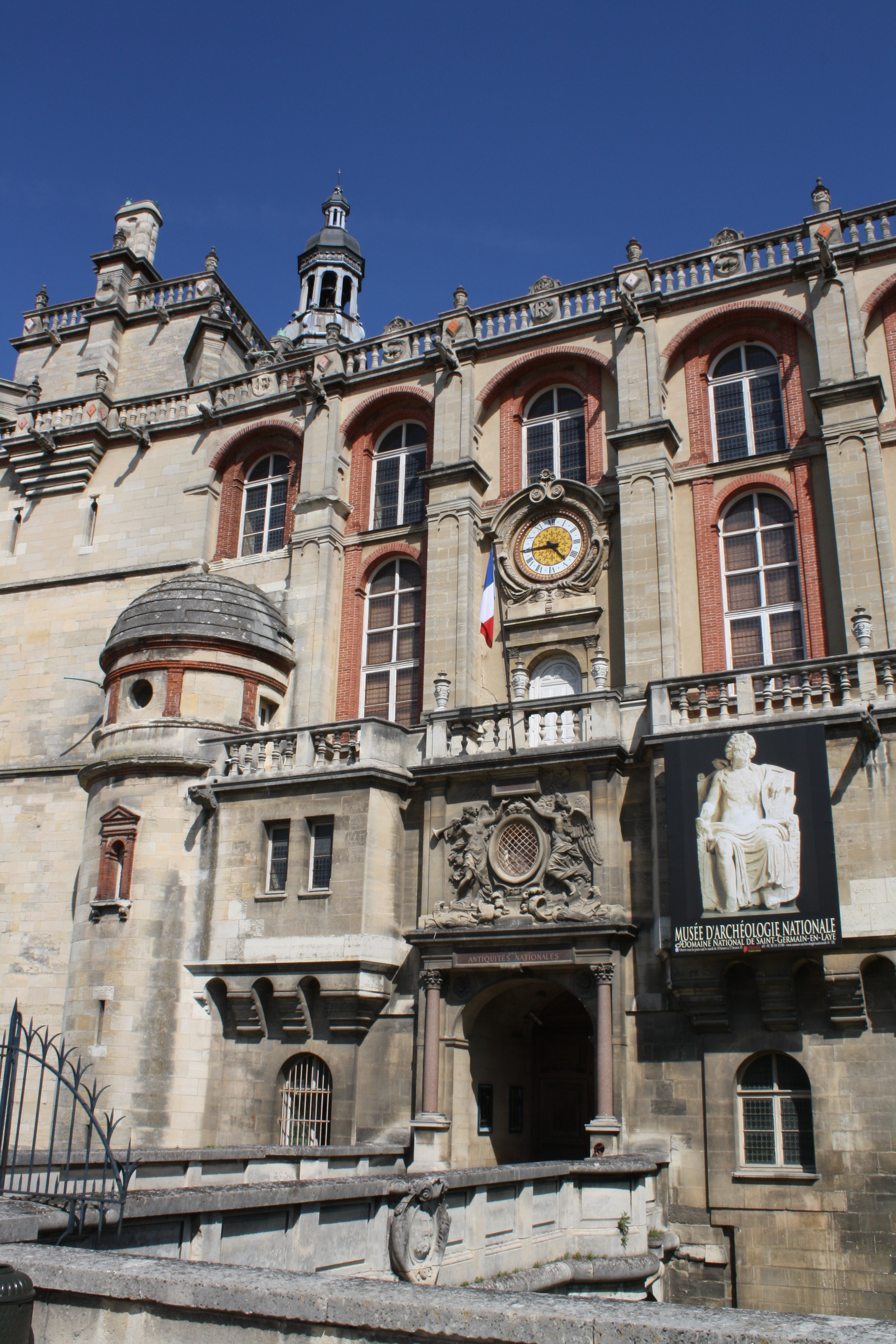
Entrée du château.
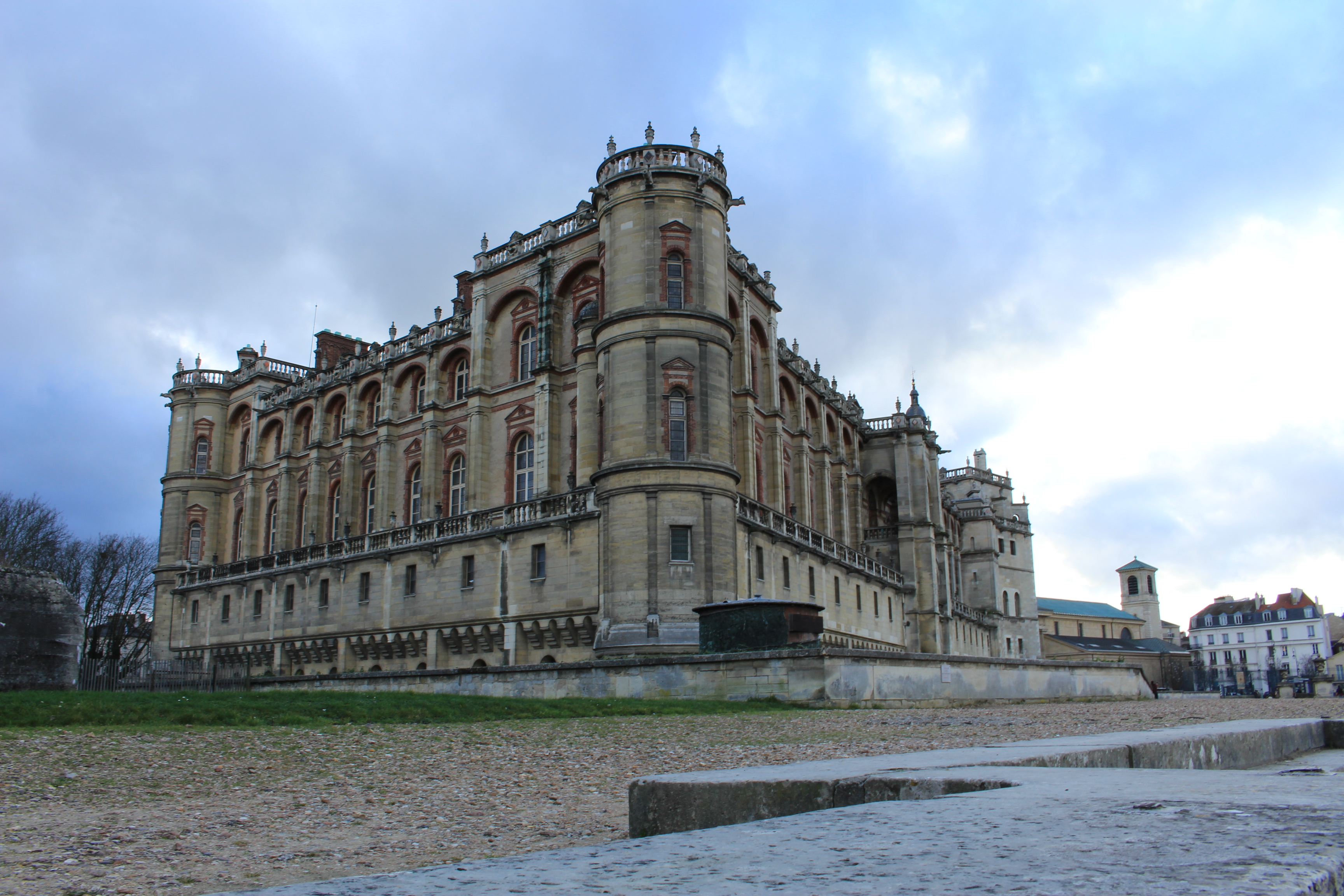
Vue d'angle du château.
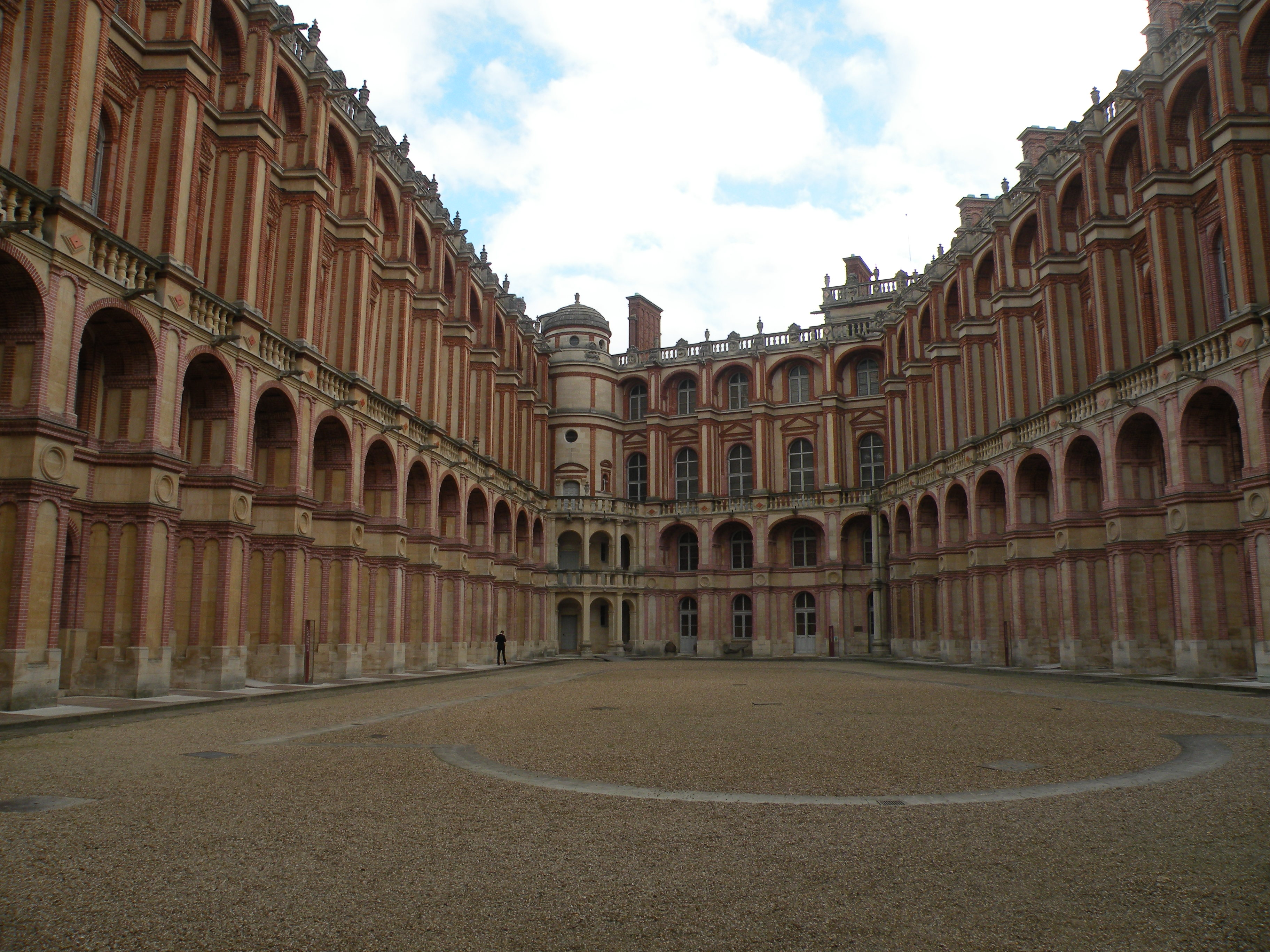
La cour intérieure du château.
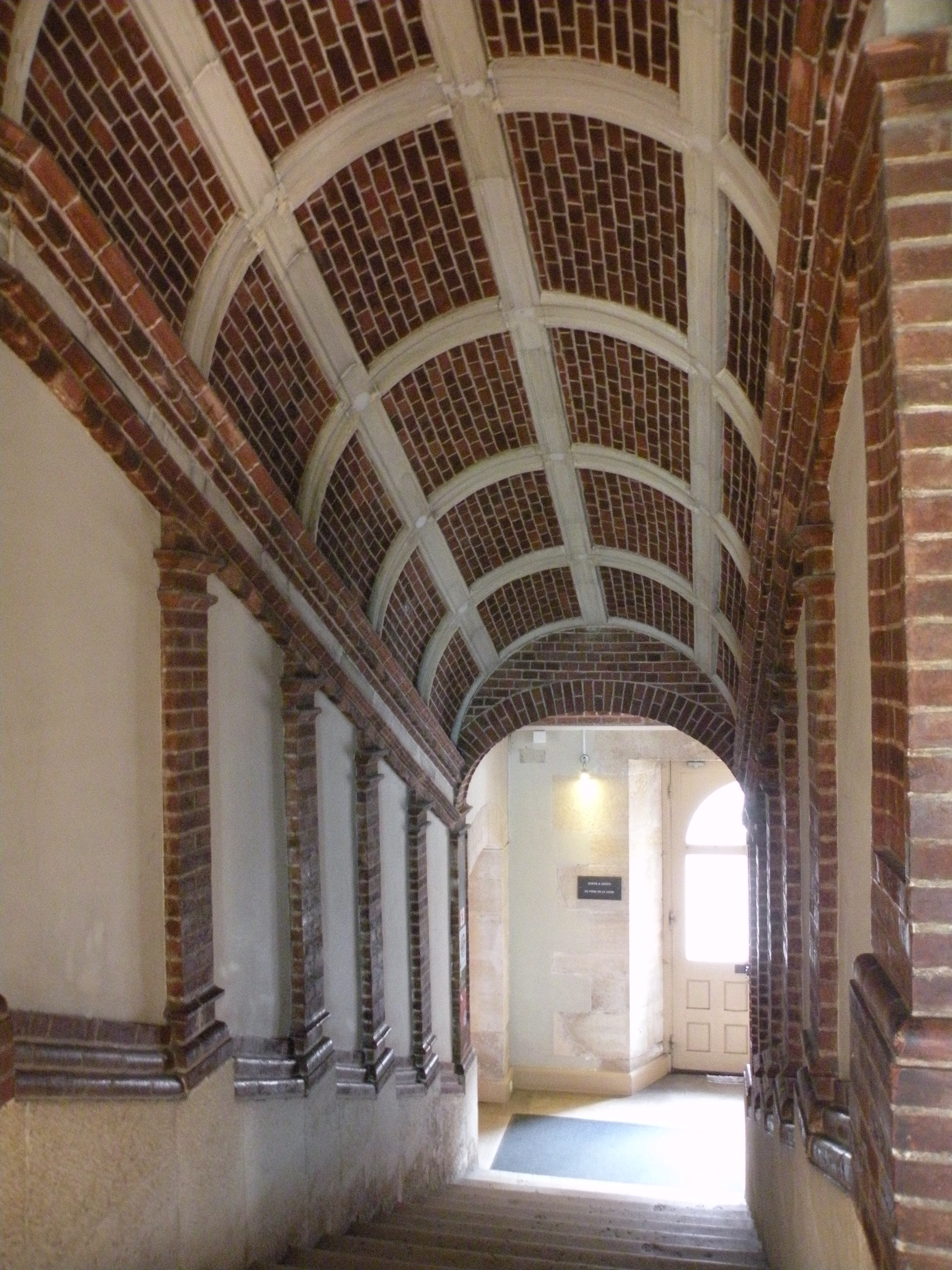
Un des escaliers du château.
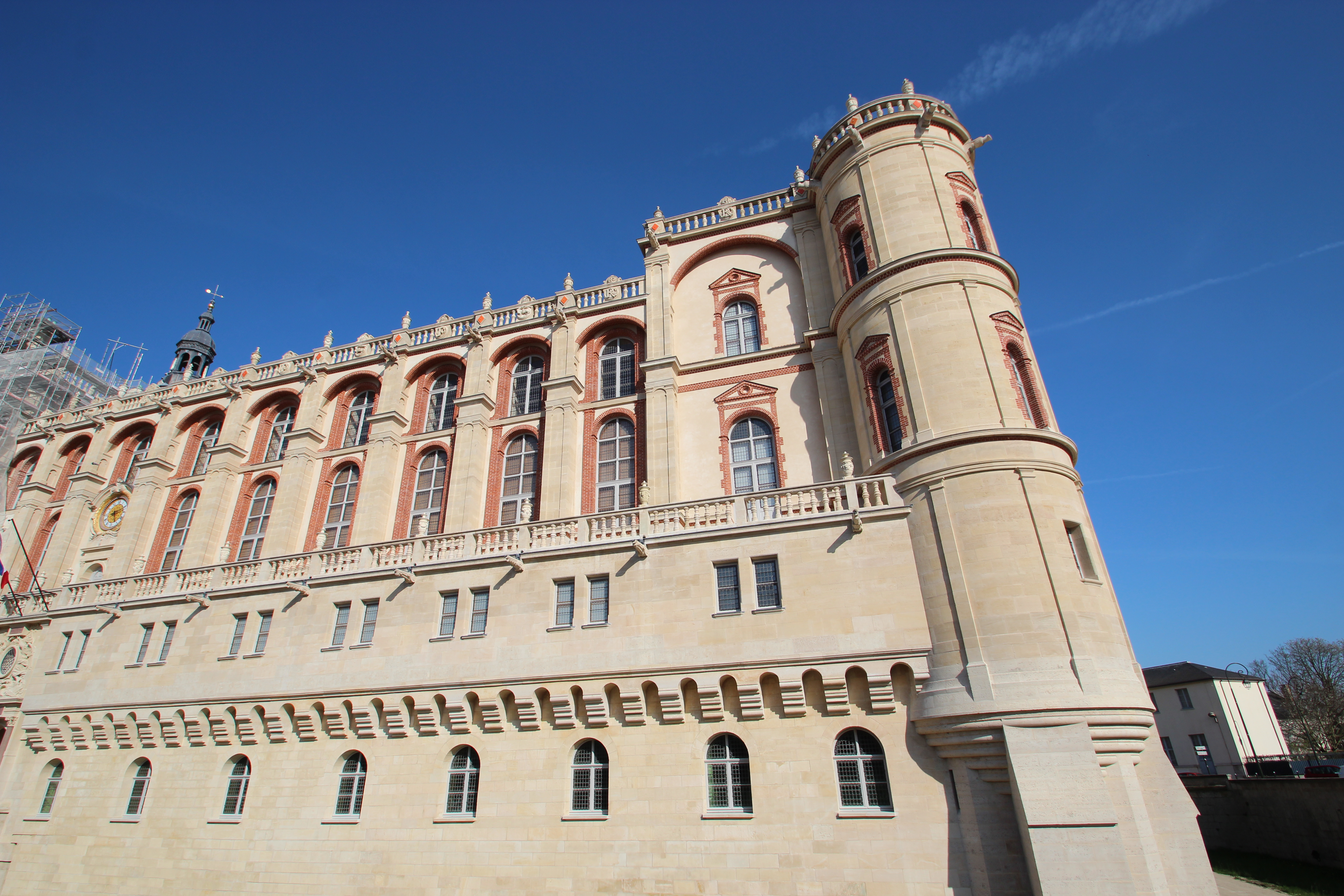
Détail de la façade.
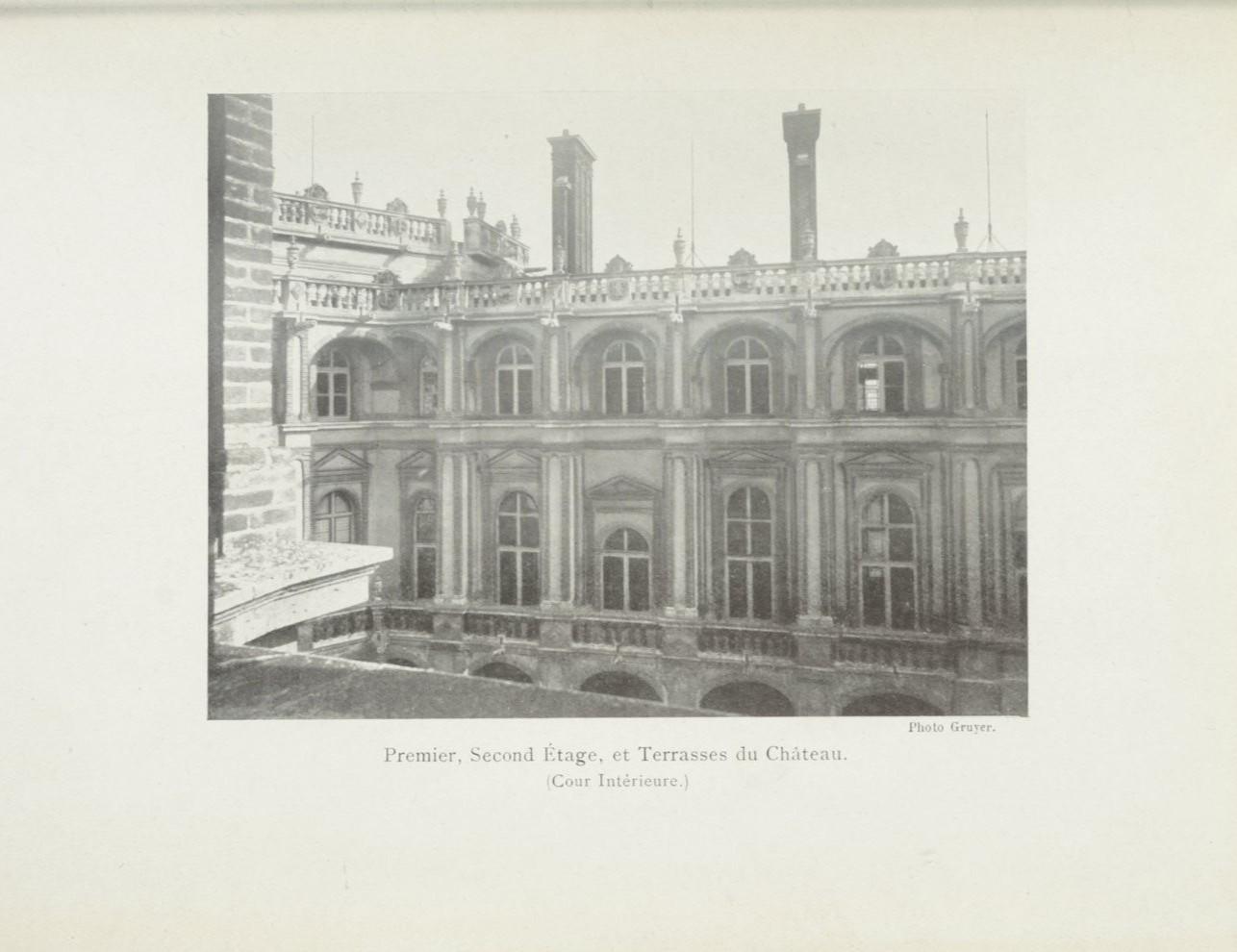
Premier, second étage et terrasses du château, photographiés par Paul Gruyer vers 1920.

## Événements célèbres
- En 1238, Baudouin II, empereur de Constantinople, remet à saint Louis, les reliques de la Couronne d'épines du Christ.
- Le coup de Jarnac. Le 10 juillet 1547, une rivalité politique se conclut par une joute sanglante. Contre toute attente, Guy Chabot, 7e baron de Jarnac triomphe de François de Vivonne, seigneur de la Chasteigneraie.
- L'écrivain à la vie romanesque Étienne de Jouy, de l'Académie française, meurt le 4 septembre 1846 au château où il résidait.
- Le traité de Saint-Germain-en-Laye avec l'Autriche y fut signé le 10 septembre 1919.

## Architecture et intérieurs

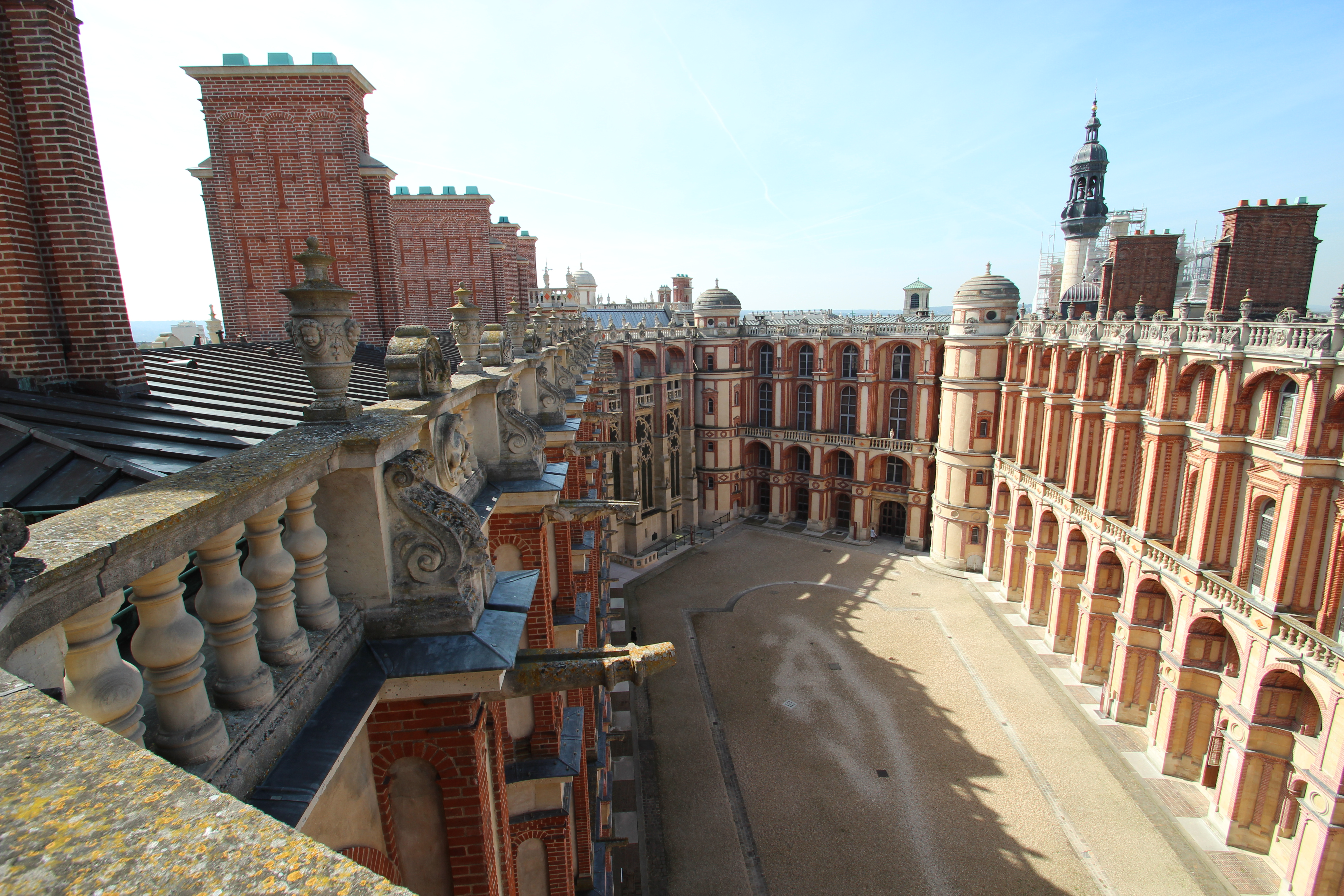
La cour intérieure du château vue des toits.

Le château s'articule autour d'une cour intérieure en forme de trapèze reprenant le tracé primitif du château de Charles V. Les ailes qui encadrent cette cour portent traditionnellement les noms suivants :
- aile du roi (aile Nord)
- aile de la reine (aile Est)
- aile des enfants du roi (aile Sud-Est)
- aile de la chapelle (aile Sud-Ouest)
- aile de la salle des fêtes (aile Ouest)

### Chapelle Saint-Louis
La chapelle Saint-Louis est un chef-d'œuvre de style gothique rayonnant.

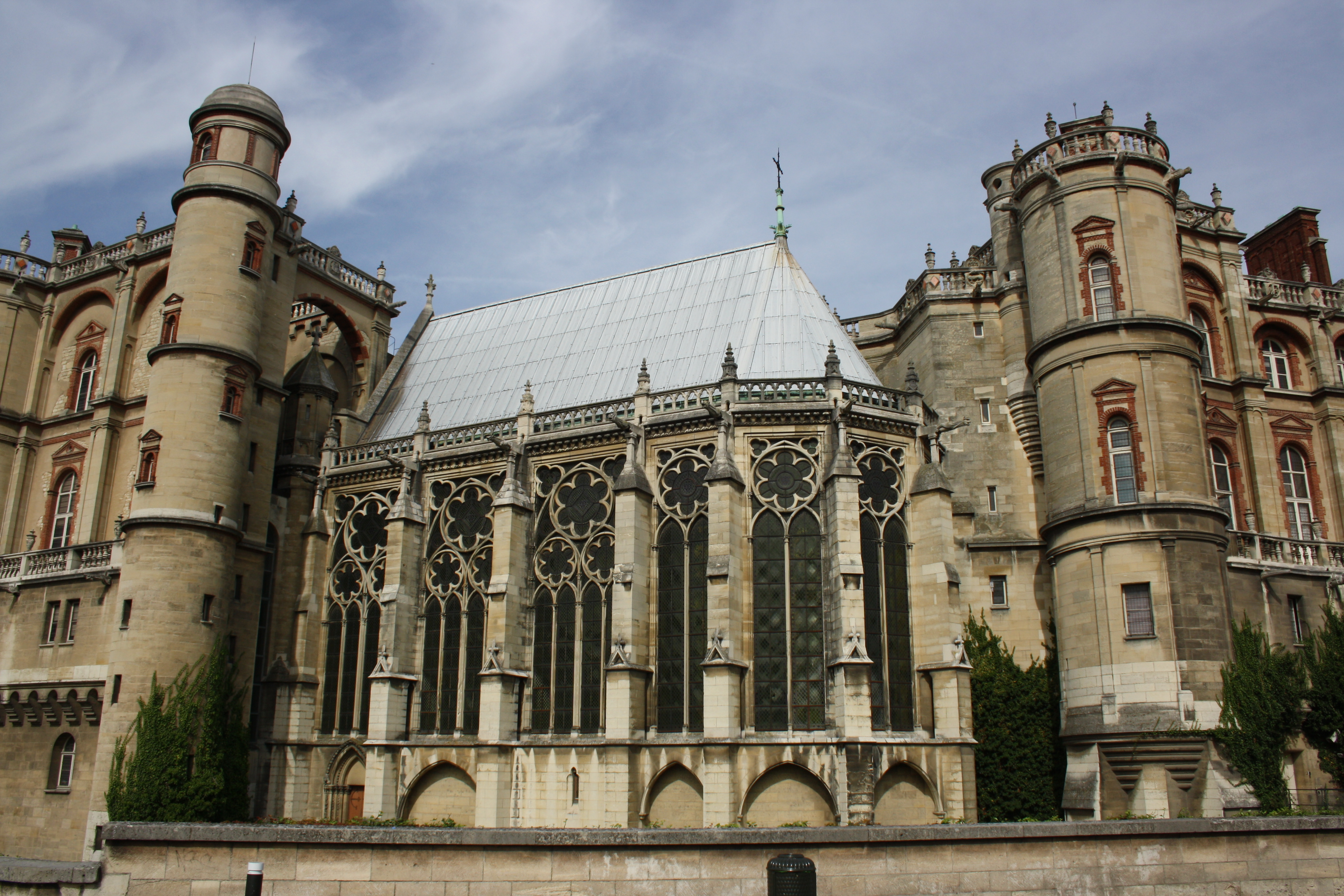
La Sainte Chapelle ou chapelle Saint-Louis.

C'est un acte de Louis IX (1214-1270), daté de 1238, qui nous apprend avec certitude qu'une chapelle vient alors d'être construite auprès du château royal ; par cet acte, le roi y instaure un service religieux régulier. Il s'agit d'une Sainte Chapelle, destinée à abriter une relique de la Sainte Épine ou de la Vraie Croix. Par son plan et son architecture, elle est la préfiguration de la grande Sainte-Chapelle que saint Louis (Louis IX) fera bâtir dans l'enceinte du Palais de la Cité à Paris de 1240 à 1248. Il confie ces deux chantiers à son architecte favori, Pierre de Montreuil, qui adapte à Paris des formules architecturales inventées à Saint-Germain : une nef à vaisseau unique, terminée par un chevet à pans, de très hautes verrières découpant la quasi-totalité des murs et des contreforts adossés à l'extérieur, entre les travées.
À Saint-Germain, les ogives de la voûte retombent sur des colonnettes qui descendent jusqu'au sol, entre les baies. Le soubassement nu est placé en retrait derrière une arcature basse isolée. Le volume de l'édifice est donc libéré de tout support intérieur. Le mur ouest est orné d'une grande rose de style gothique rayonnant. Cette appellation renvoie aux rayons des fines rosaces laissant filtrer, par leurs vitraux, la lumière qui, de Dieu, pénètre jusqu'aux clercs puis aux fidèles. Le percement maximum des murs est permis par la technique de la pierre armée. Des éléments de métal sont intégrés à la structure des murs afin d'assurer la stabilité des pierres. C'est dans la chapelle royale de Saint-Germain que Baudoin II, empereur de Constantinople, remet à Saint Louis, en 1238 les reliques de la Couronne d'épines du Christ. Ces reliques sont destinées à la Sainte-Chapelle de Paris qui, elle, ne sera consacrée qu'en avril 1248.
La chapelle conserve aujourd’hui une collection lapidaire dont plusieurs plaques gravées, des panneaux de sarcophages provenant de Rosny-sur-Seine et des fragments de sarcophages provenant de Chelles.

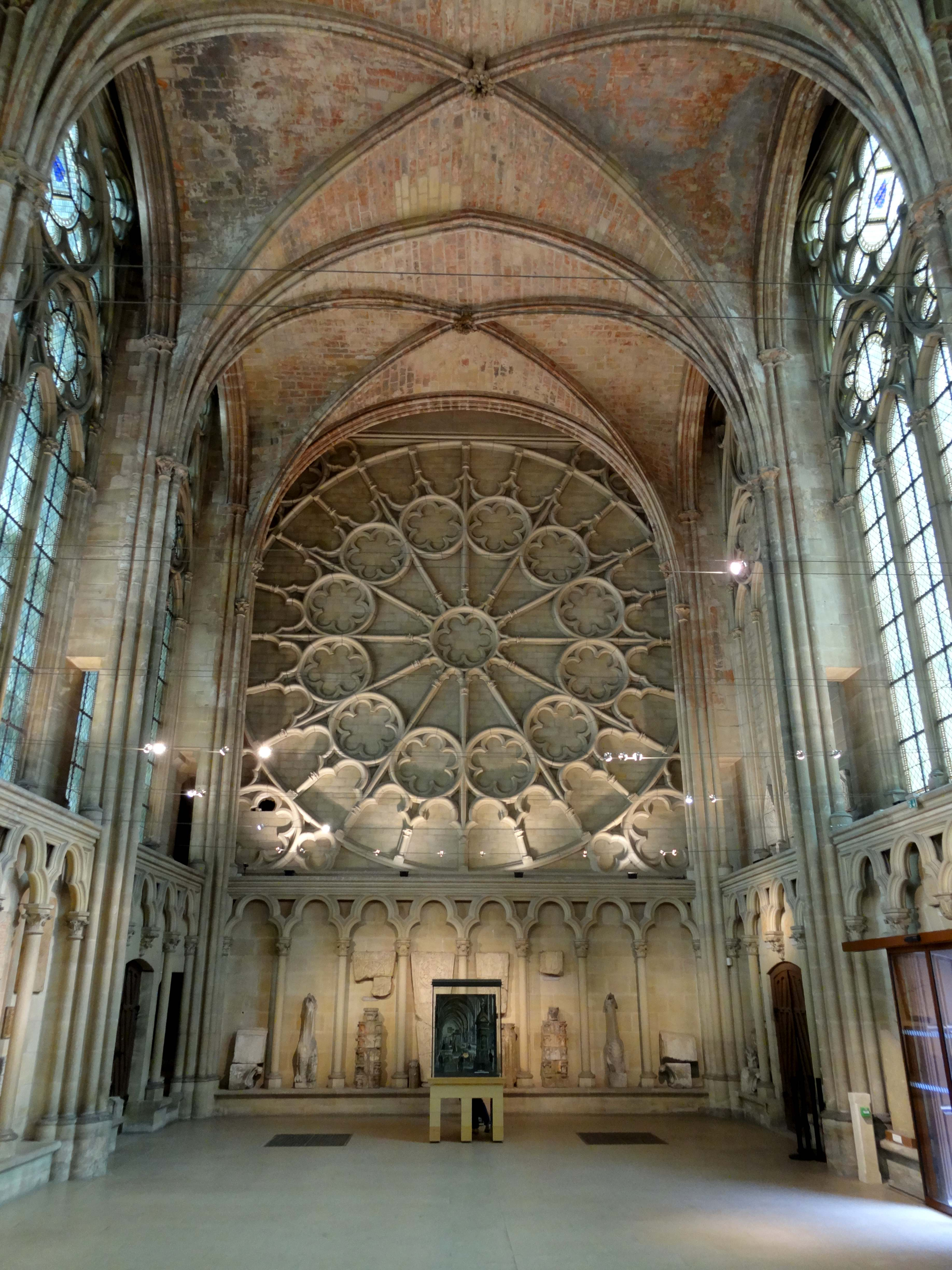
Grande rose de la chapelle Saint-Louis.
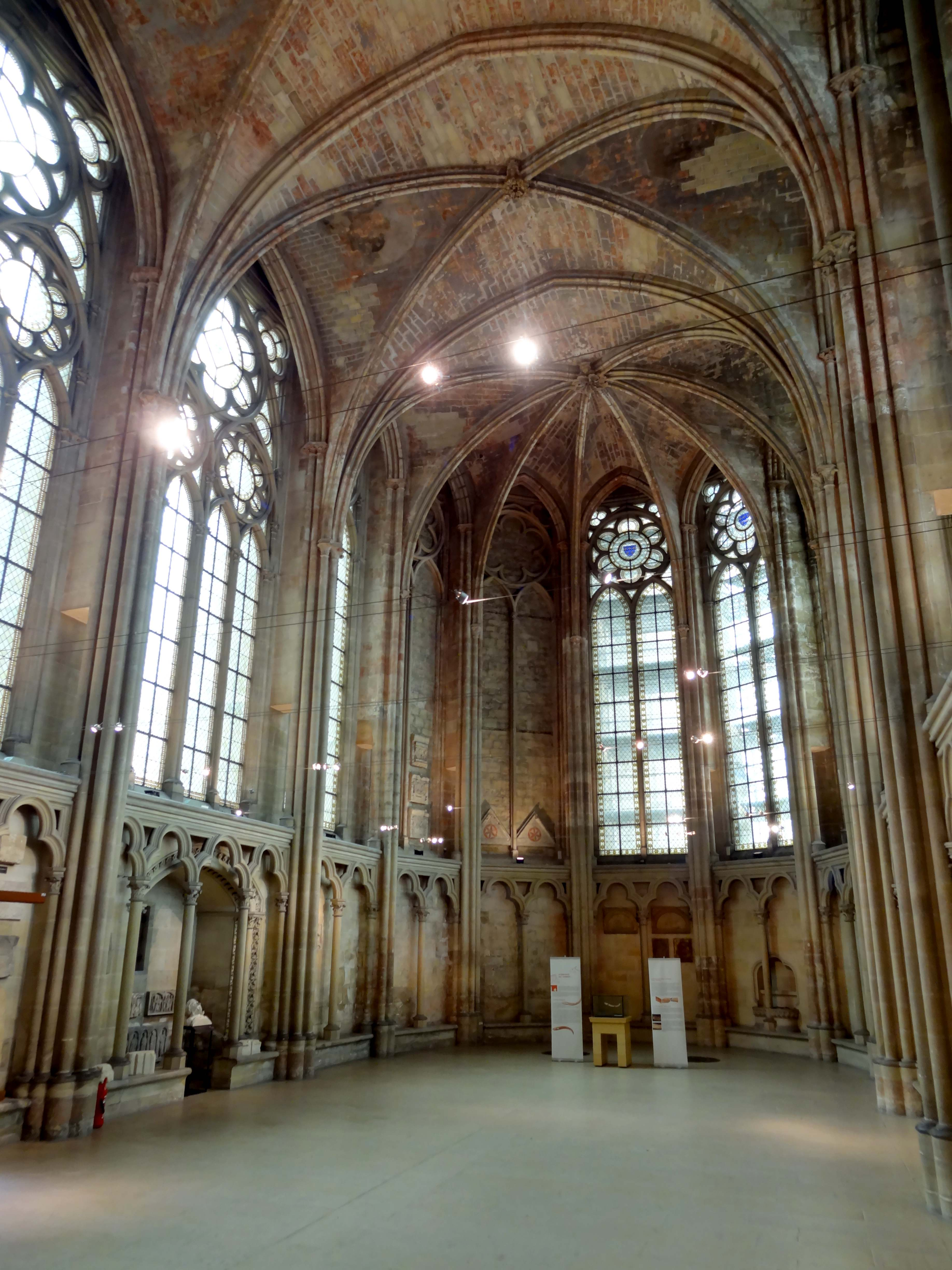
Chœur de la chapelle.
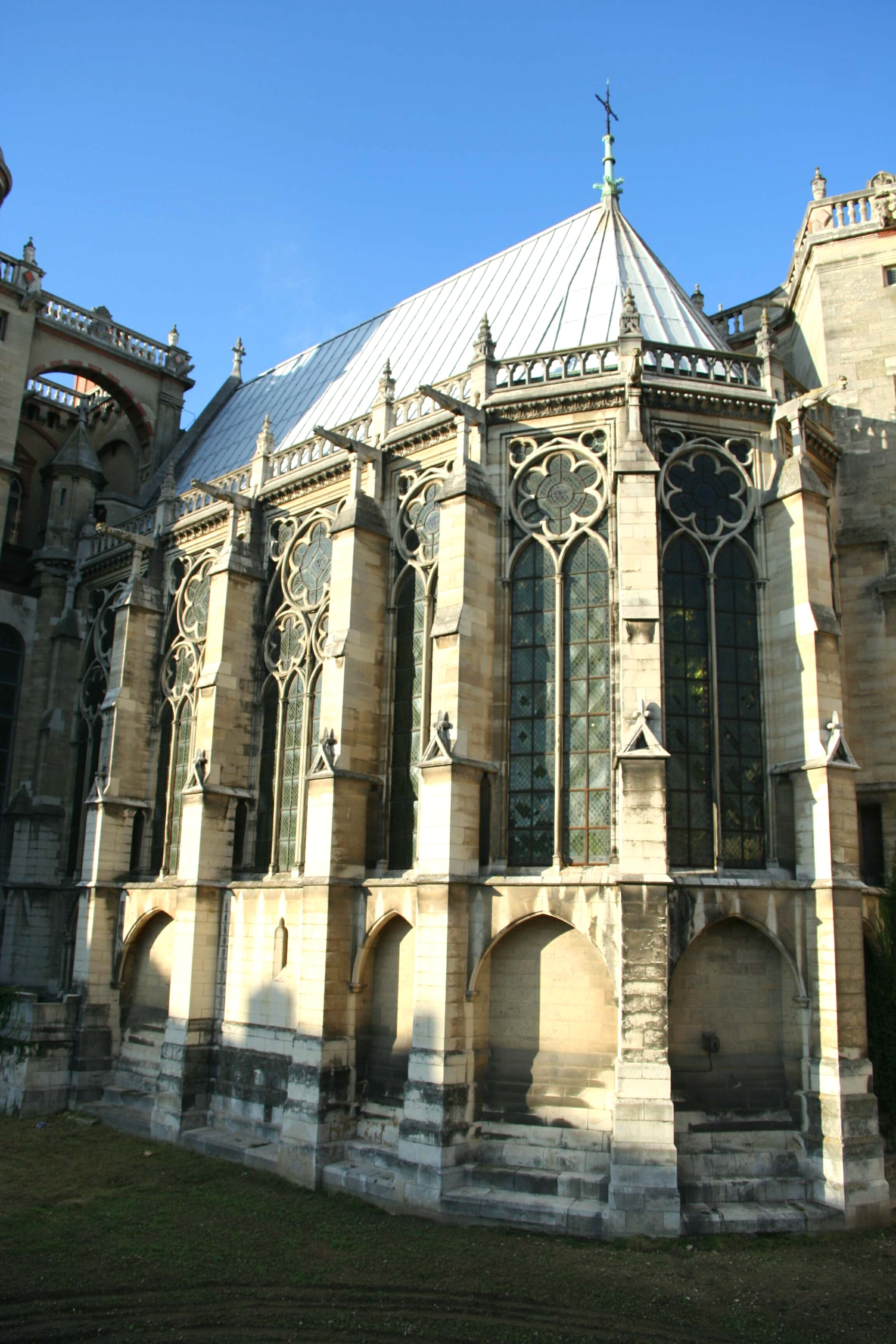
Chevet.
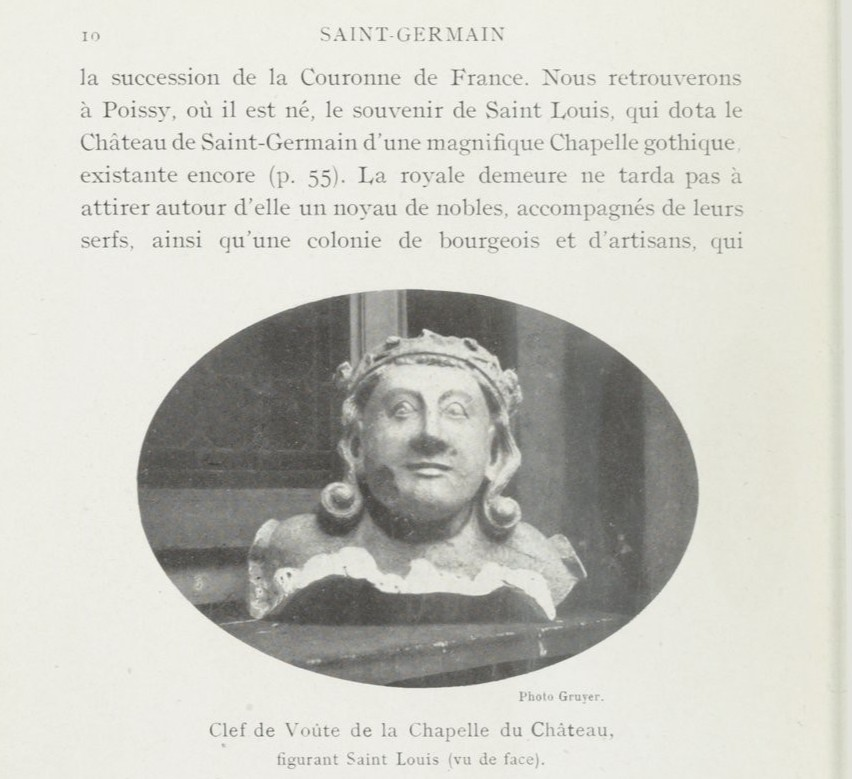
Clef de voûte de la chapelle du château photographiée par Paul Gruyer vers 1920.

### Salle de bal

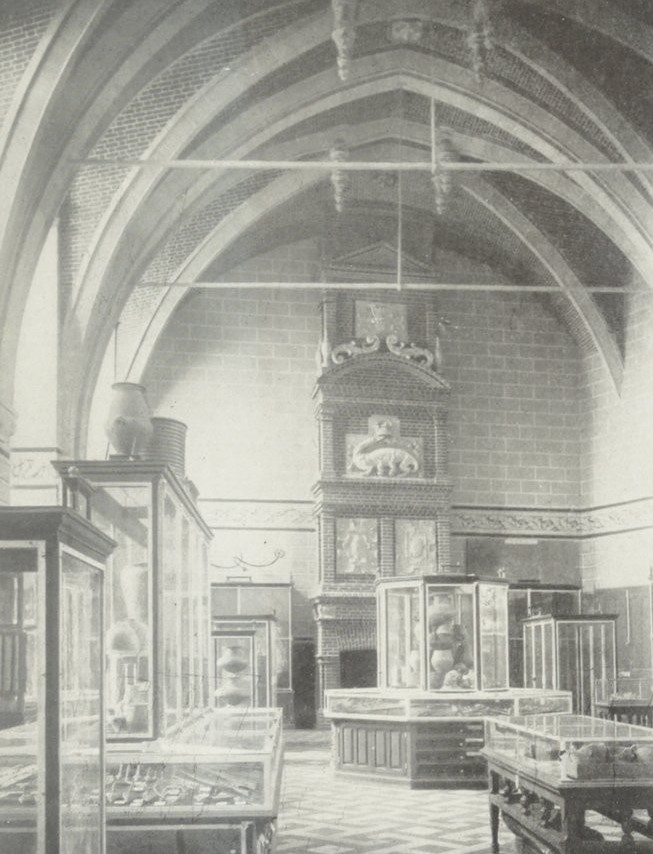
Salle de bal du château de Saint-Germain-en-Laye, 1922.

La salle de bal se situe dans l'aile ouest. Inachevée à la mort de François Ier, elle est inaugurée par son fils Henri II lors d'un grand banquet le 19 mai 1549 pour célébrer le baptême de son fils. Elle mesure plus de 500 m2 et possède une cheminée monumentale ornée d’un motif en pierre où figure la salamandre, emblème de François Ier. Louis XIV la transforme en « salle des Comédies » et l’équipe d'une formidable machinerie. Plus de cent-quarante représentations en tout genre sont données dans cette salle considérée comme la plus grande de tout le royaume. Lully et Molière y connaissent leurs heures de gloire. En 1666, Louis XIV se produit lui-même dans le ballet des Muses[réf. nécessaire].
Cette salle abrite aujourd’hui la salle d’archéologie comparée.

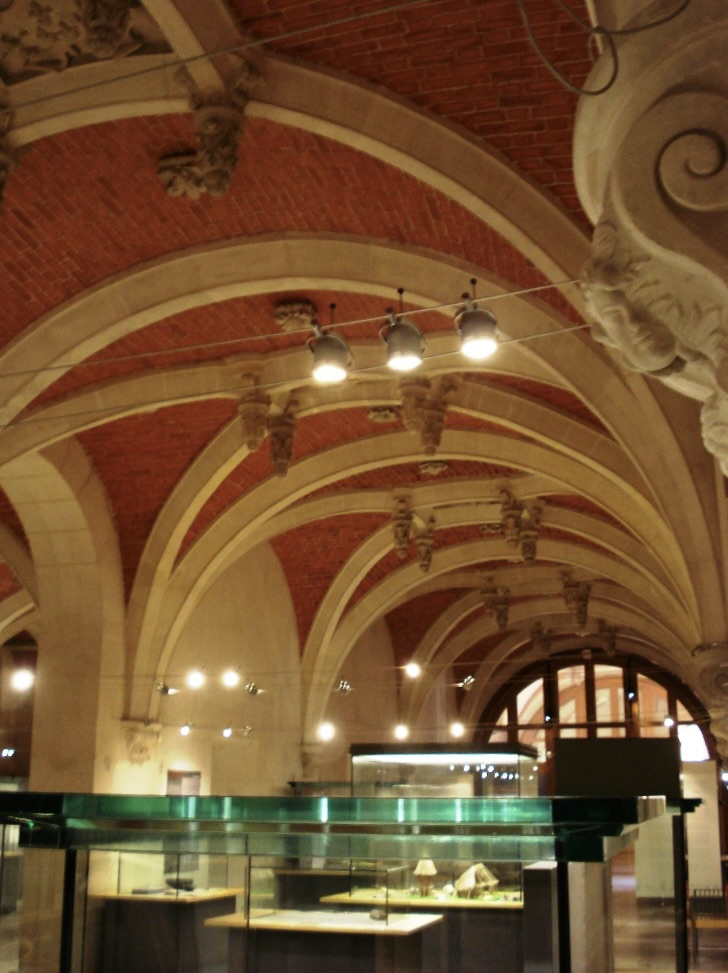
Salle du musée d'Archéologie nationale.

## Parcs et jardins

### Les jardins de Saint-Germain au temps de Louis XIV
André Le Nôtre a réalisé en 1663 le parc régulier puis, à partir de 1669, la grande terrasse dominant la vallée de la Seine, qui est achevée vers 1674. La grande période des jardins de Saint-Germain date des années 1660-1680, quand Louis XIV y résidait de manière permanente. Puis ils furent conservés mais simplifiés au temps de la cour d'Angleterre en exil.

#### Les jardins du côté du château-vieux
Pour le château-vieux, l'aménagement principal des jardins consistait en un immense parterre, l'un des plus grands de France. Il était orné de deux fontaines sur le devant, et d'une grande fontaine dans le fond. Une allée s'élançait dans la forêt de Saint-Germain jusqu'à l'infini.
Sur le côté, entre le grand parterre et la terrasse, André Le Nôtre dessina un grand parterre de fleurs de format rectangle, sur le même modèle que le grand parterre de fleurs du château de Clagny à Versailles. Initialement des jets d'eau prenaient place en son centre. Puis ils furent supprimés par simplification pour n'offrir qu'un immense parterre de fleurs en compartiments, ouvert sur le ciel et la paysage dans le fond. Le jardin n'était pas fermé par des rideaux d'arbres à cet endroit, comme pour ouvrir le regard vers la Nature et les lointains.

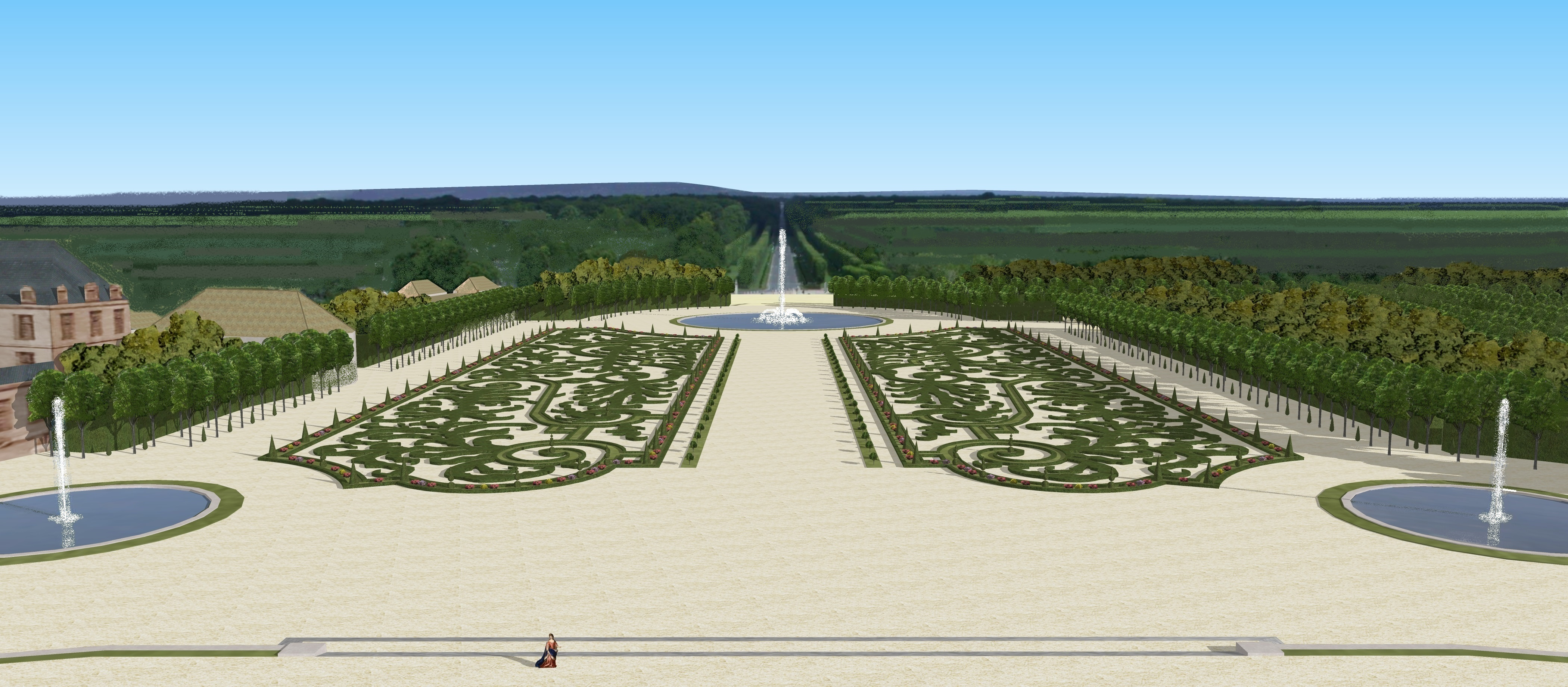
Restitution de la vue sur le grand parterre du château vieux de Saint Germain au temps de Louis XIV, depuis la terrasse du château.
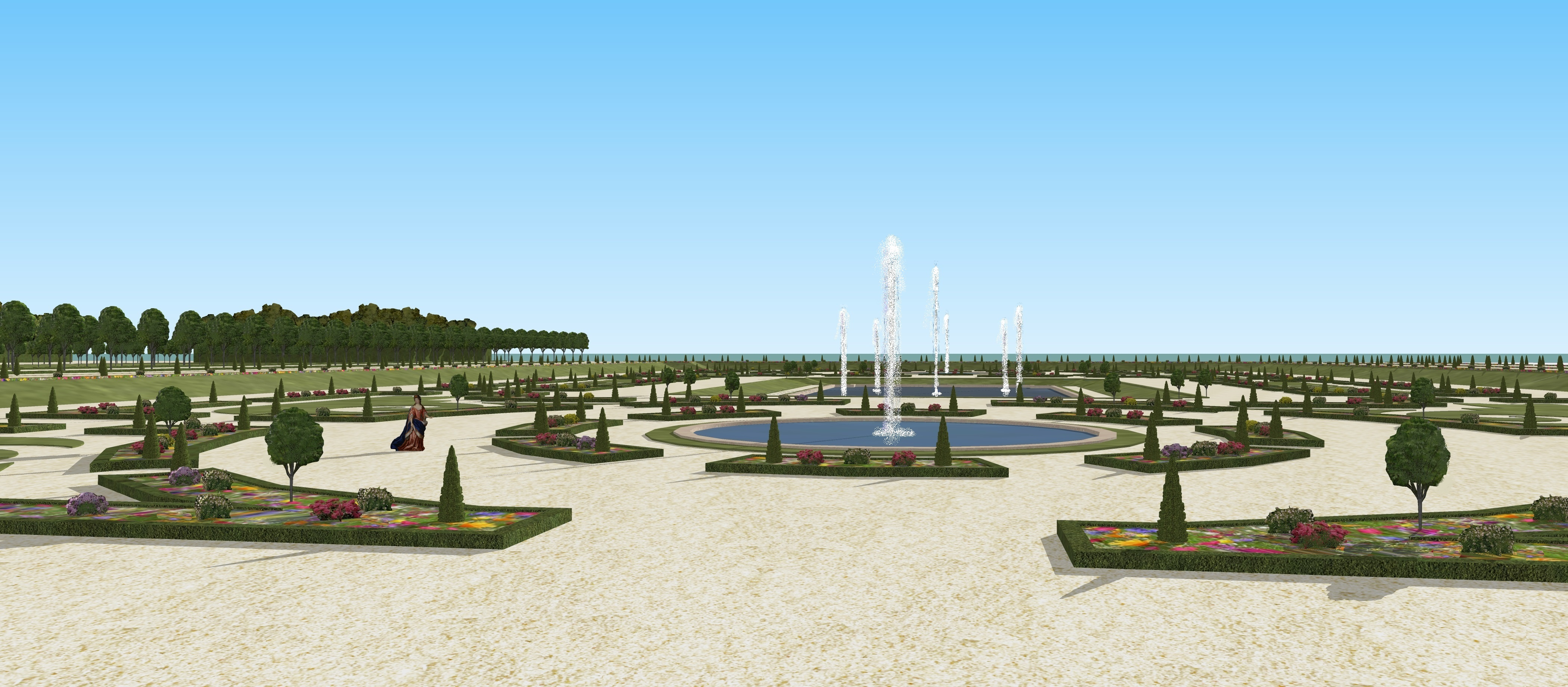
Schéma restituant la vision initiale du grand parterre de fleurs du château de Saint-Germain-en-Laye, vers 1680.

#### Les jardins du côté du château-neuf

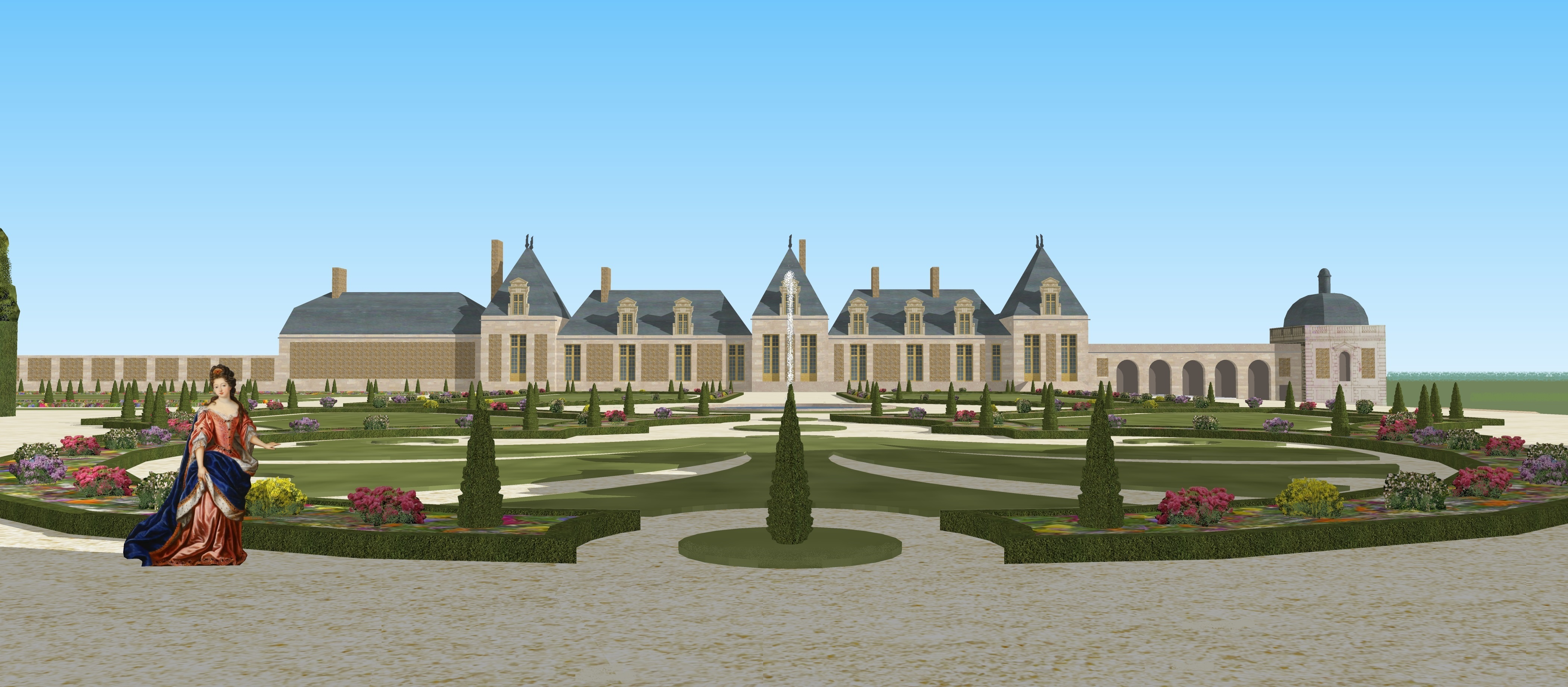
Restitution de la vue sur le château-neuf de Saint Germain en Laye, vers 1705, depuis le parterre sud.

Pour le château-neuf, les constructions et le jardin dataient principalement du temps d'Henri IV, lors de la création des terrasses monumentales, qui devaient imposer et légitimer la nouvelle puissance de la nouvelle dynastie des Bourbons.
André Le Nôtre ne changea donc pas l'aménagement principal, c'est-à-dire ces grandes terrasses donnant sur un grand parterre. Mais le célèbre jardinier comprit qu'il fallait élargir la vision sur la plaine située de l'autre côté du fleuve.
C'est donc lui qui fit réaliser, de l'autre côté de la Seine, la réunion de plusieurs avenues, avec une grande pelouse centrale, qui reprenait le tracé circulaire du grand parterre du château-neuf. Cet agrandissement du jardin était simple à réaliser, et augmentait de manière spectaculaire l'aspect grandiose du site.

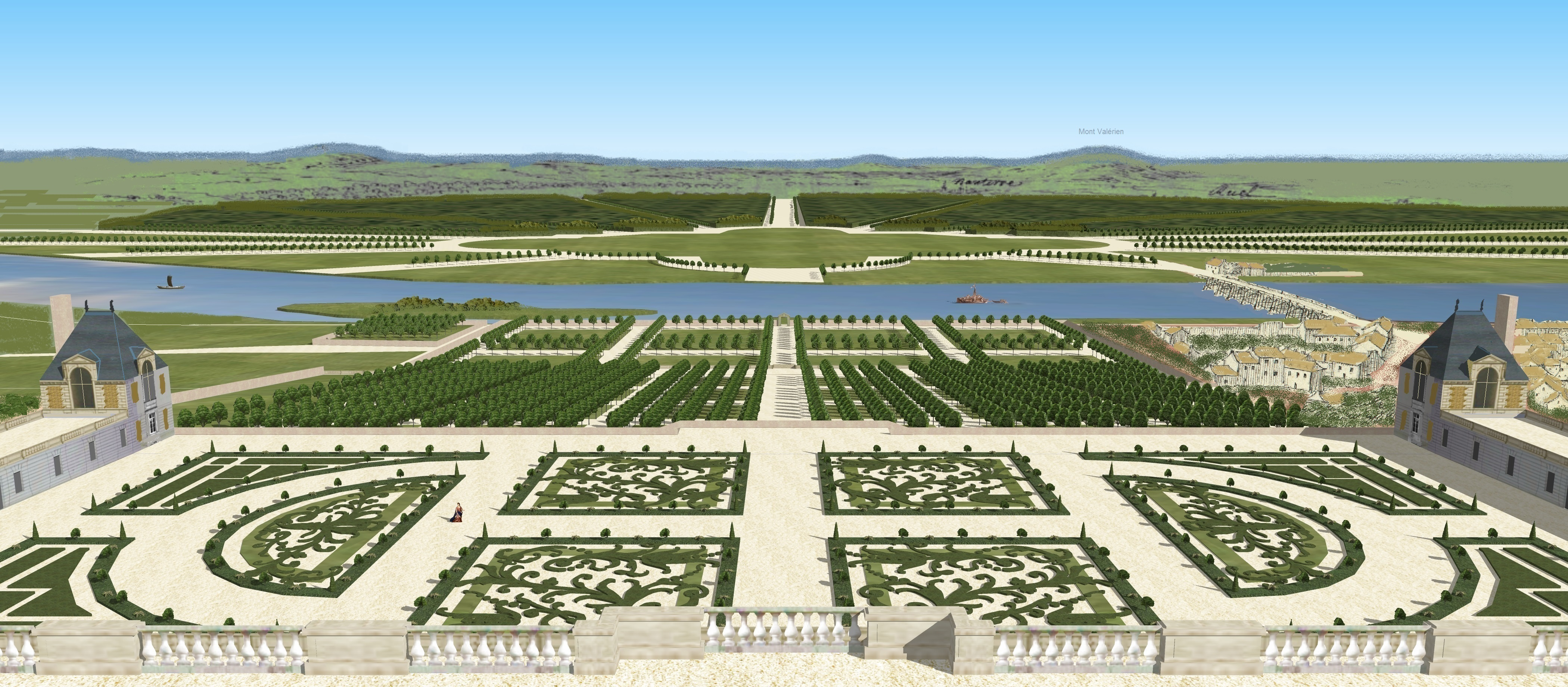
Restitution de la vue sur la perspective des jardins du château-neuf de Saint-Germain-en-Laye, vers 1680.
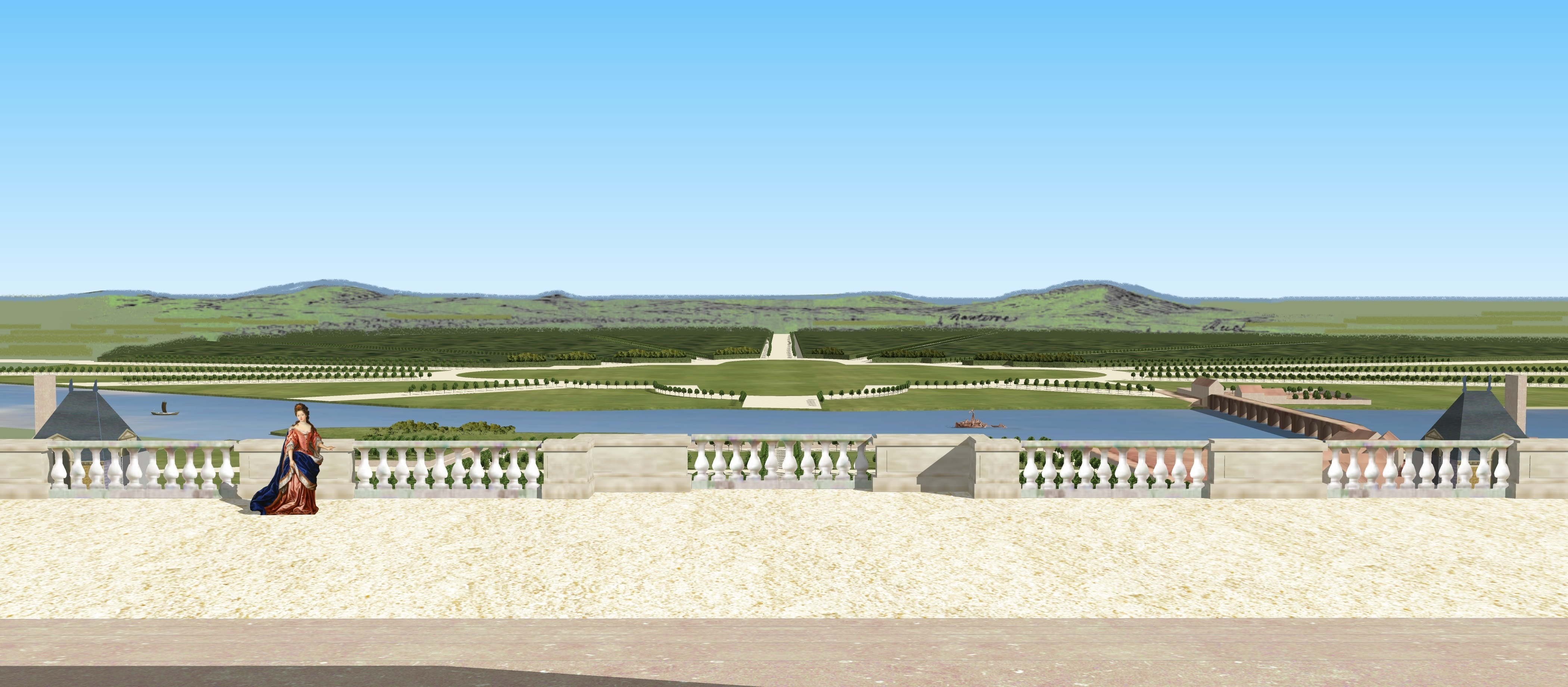
Restitution de la vue depuis le perron du grand escalier construit sous Louis XIV, château de Saint-Germain-en-Laye, vers 1680.
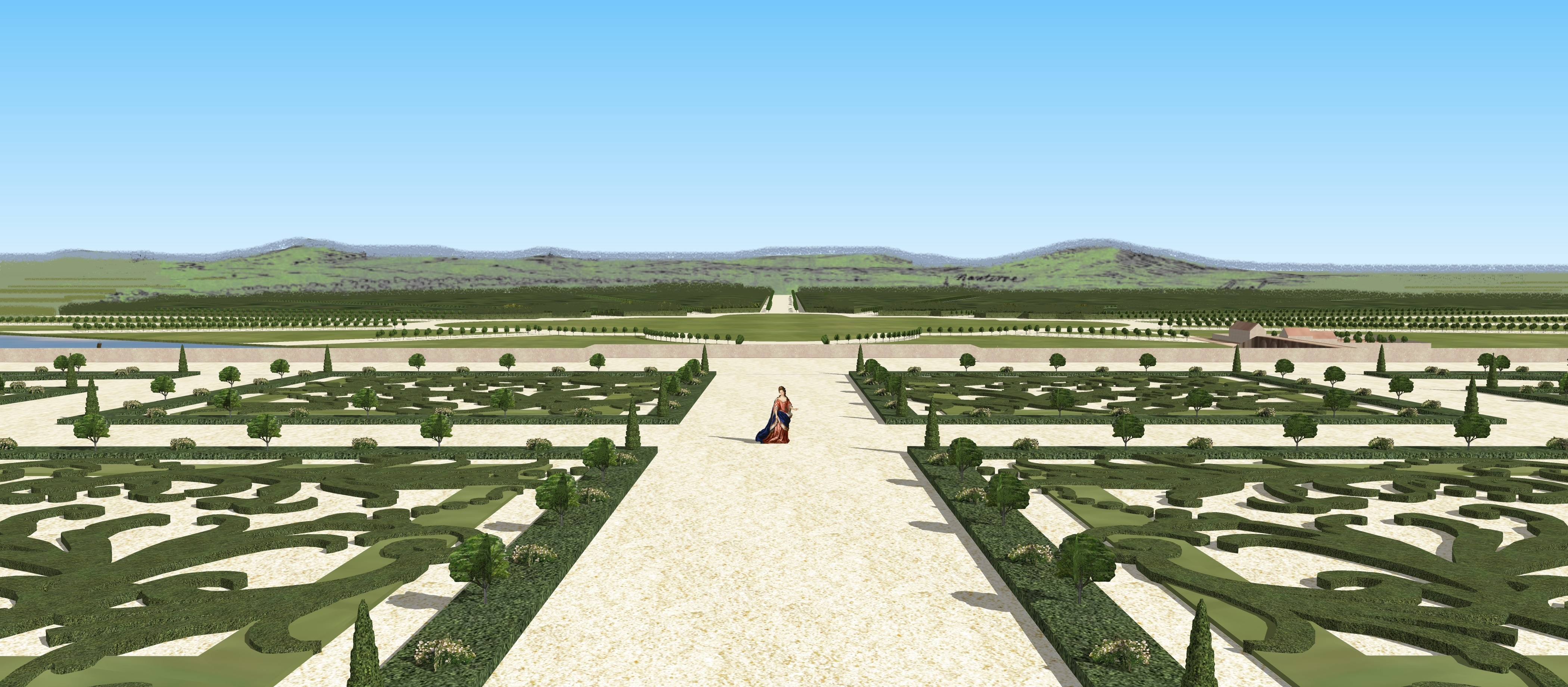
Restitution de la vue sur le grand parterre du château neuf de Saint-Germain, vers 1680.
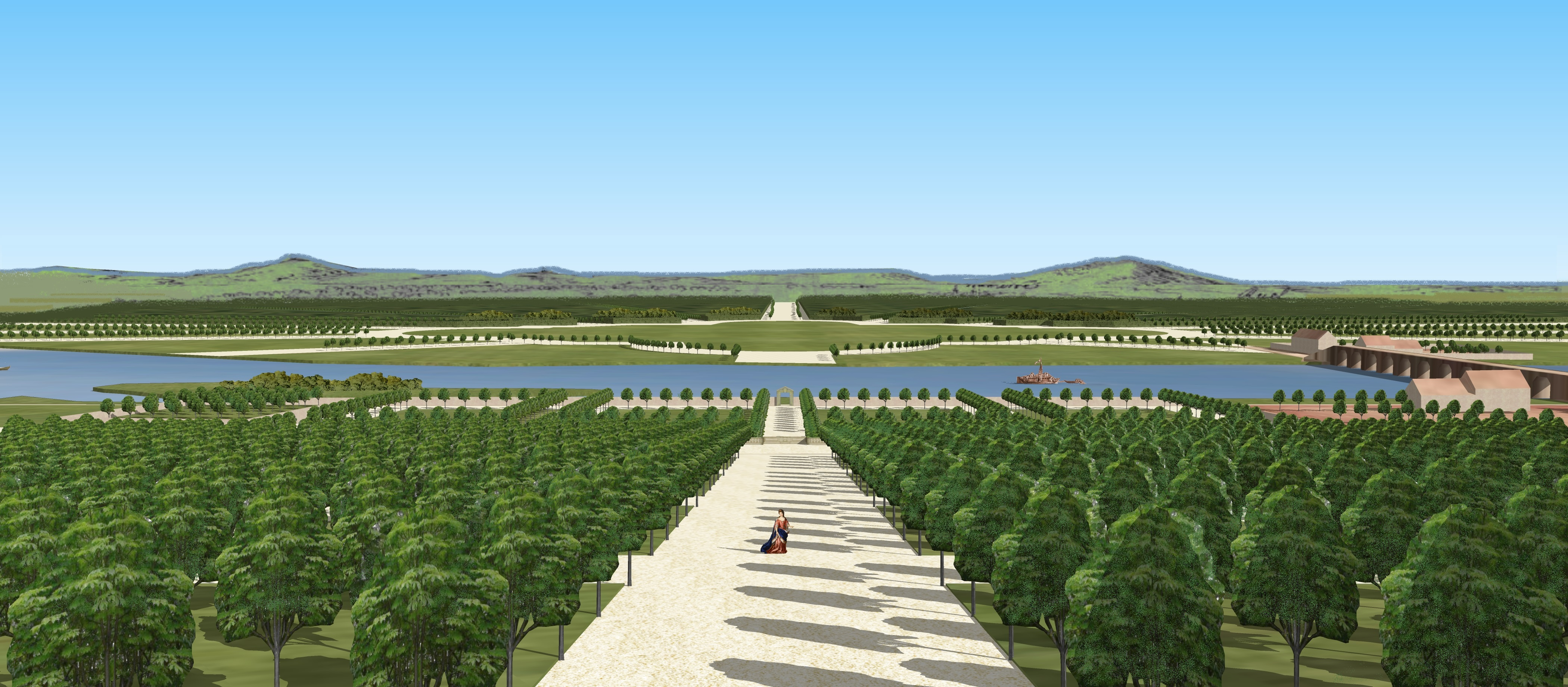
Restitution de la vue sur le jardin bas du château neuf de Saint-Germain-en-Lye, vers 1680.
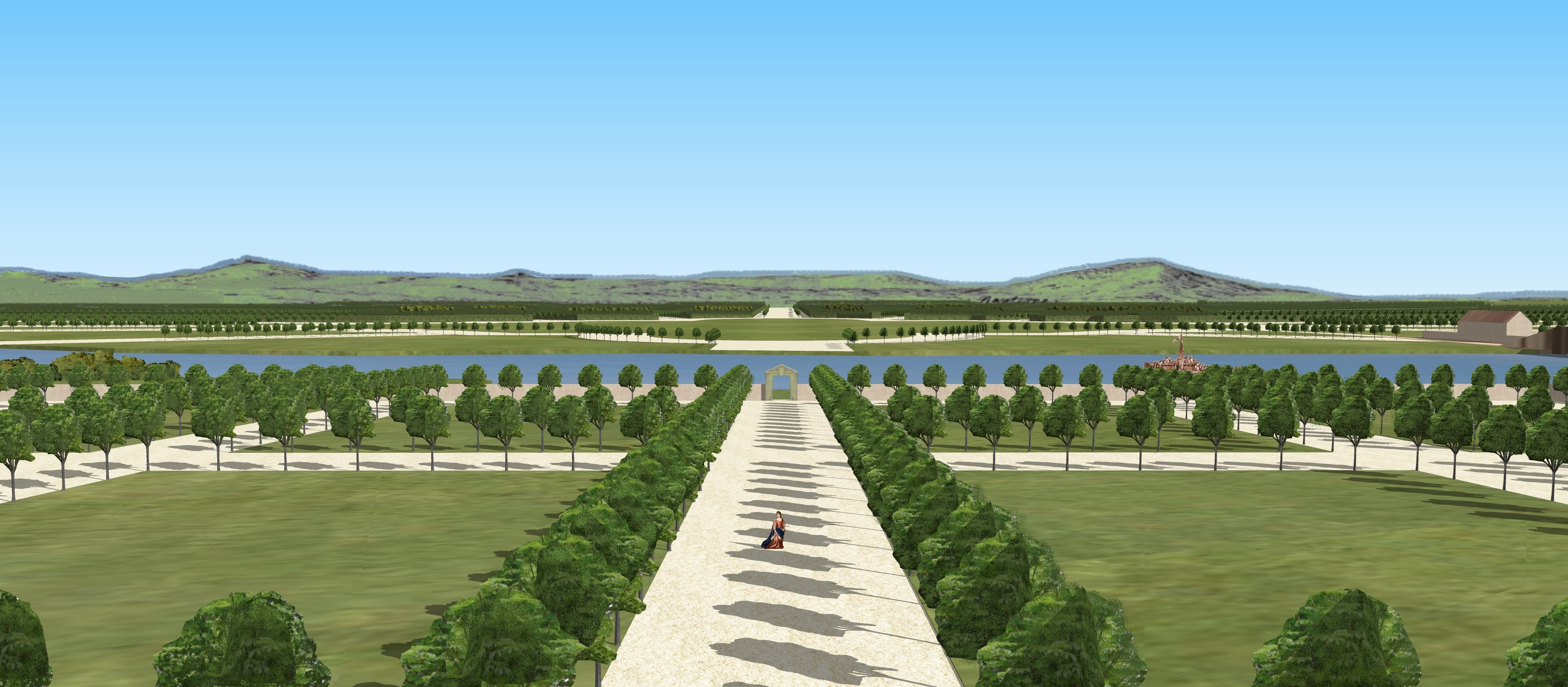
Restitution de la vue depuis le bas du jardin du château neuf de Saint-Germain-en-Laye, vers 1680.

#### La grande terrasse, ou le grand spectacle sur le paysage
Le paysage depuis Saint-Germain était si spectaculaire, avec la Seine coulant aux pieds du château, qu'André Le Nôtre décida de créer une monumentale terrasse, sur le modèle de celle du château de Meudon. Cette terrasse, qui existe toujours, servait de lieu de promenade et de contemplation sur le paysage et la Nature offerte dans sa beauté la plus simple. Il n'y avait pas besoin d'autres discours, et le paysage suffisait seul à être admirer pour lui-même.
Cette terrasse s'achevait par un immense espace, l'Octogone, d'où la vue sur la vallée de la Seine se prolongeait du côté du château de Maisons.

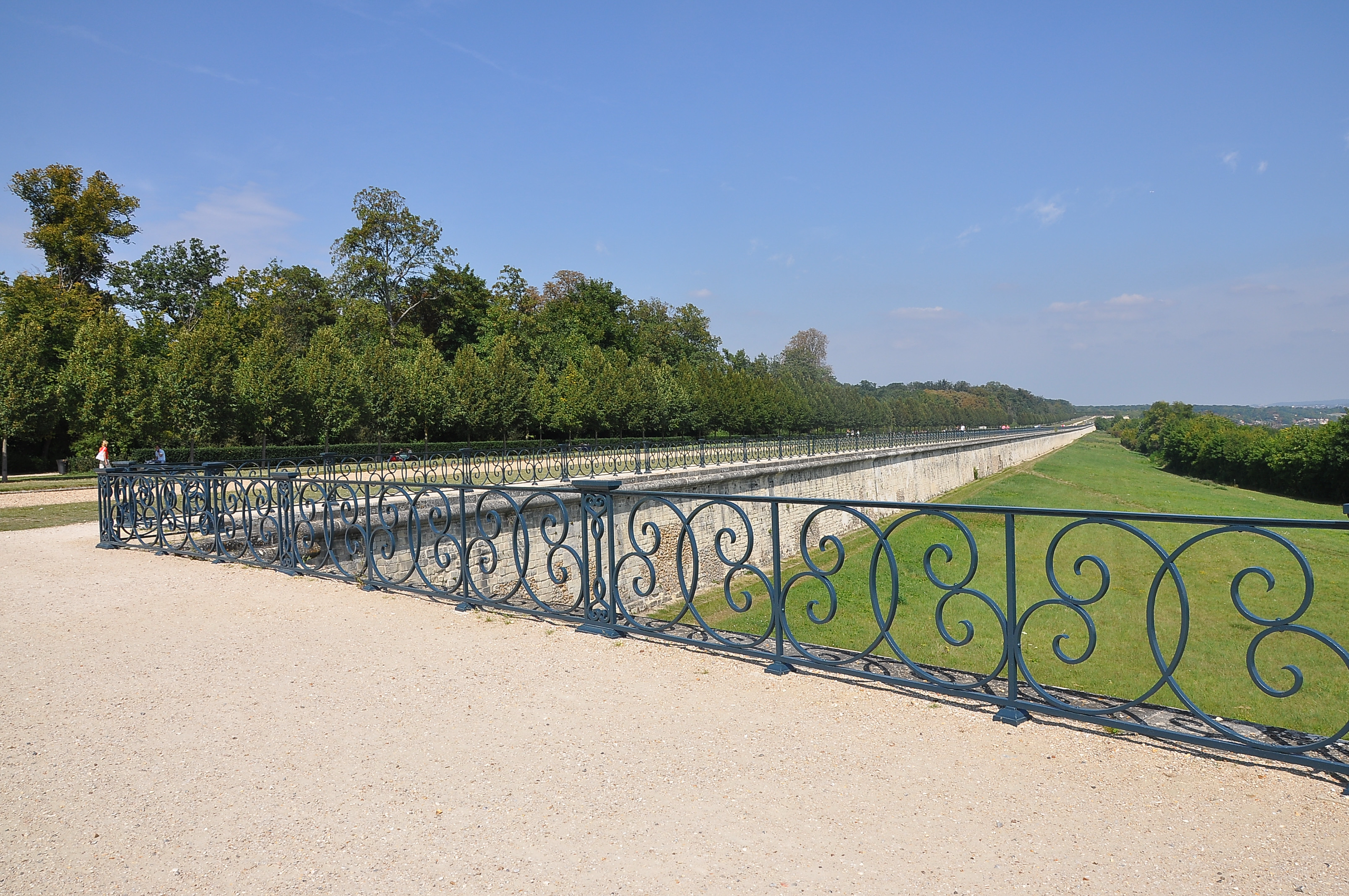
Au départ de la grande terrasse de Saint-Germain
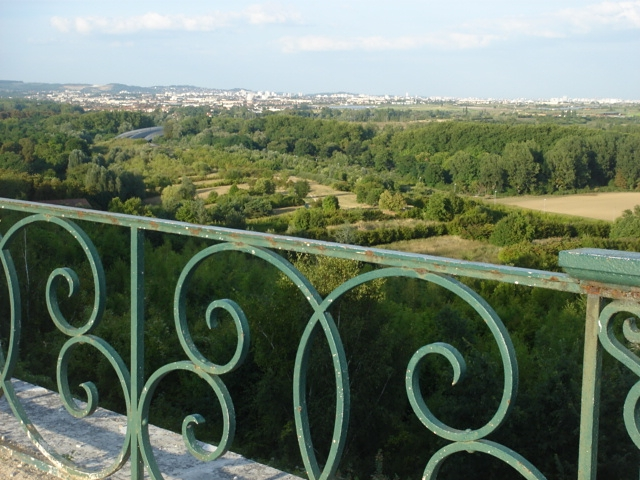
Vallée de la Seine vue de la terrasse de Saint-Germain.
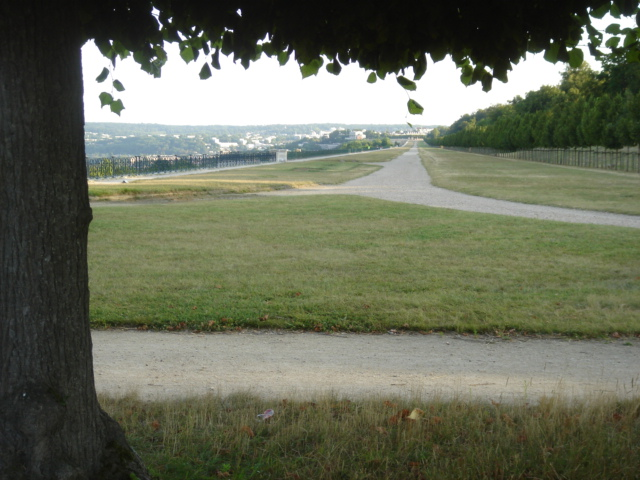
La terrasse de Saint-Germain vue de l'octogone.

### Les jardins à l'anglaise au XIXe siècle
Le jardin irrégulier (paysager) a été réalisé en 1845 par Alexandre Prosper Loaisel de Tréogate, ingénieur des Domaines de la Couronne, à la demande du comte de Montalivet, intendant de la Liste civile. Cette demande de création d'un jardin anglais par le roi Louis-Philippe a été faite en 1844 à l'occasion de la création de la gare terminus de la ligne de chemin de fer entre Paris et Saint-Germain-en-Laye.
Au fur et à mesure du temps, le château neuf s'est détérioré, puis a été démoli pour majeure partie. Il reste évidemment encore de nos jours les immenses terrasses, qui servent de contreforts. Ils ont été englobés pour partie dans la ville de Saint-Germain, avec le développement d'un quartier pavillonnaire.
Le domaine est labellisé « Jardin remarquable ».